# Павло Климкин
Павло Климкин (на украински: Павло Анатолійович Клімкін), роден като Павел Анатолиевич Климкин (на руски: Павел Анатольевич Клімкін), е украински политик и дипломат от руски произход.
Той е министър на външните работи на Украйна (2014 – 2019). Има дипломатически ранг извънреден и пълномощен посланик (22.12.2012).

## Биография
Роден е в Курск, РСФСР, СССР на 25 декември 1967 г. Родният му град се намира в Русия, съвсем близо да границата с Украйна.
През 1991 г. се дипломира в Московския физико-технически институт, Факултет по аерофизика и космически изследвания, специалност „Приложна математика и физика“. Владее английски и немски език, има основни познания по френски.
- 1991 – 1993: научен сътрудник в Института по електрозаваряване „Е. О. Патон“, Киев
- 1993 – 1997: аташе и трети секретар в Министерството на външните работи (МВнР), дирекция „Военен контрол и разоръжаване“
- 1997 – 2000: трети и втори секретар в Посолството на Украйна в Германия (научни, технически и политически въпроси)
- 2000 – 2002: първи секретар и съветник в МВнР, дирекция „Икономическо сътрудничество“ (ядрена и енергийна сигурност)
- 2002 – 2004: съветник, началник на отдел „Икономическо и секторно сътрудничество с ЕС“ в МВнР, дирекция „Европейска интеграция“
- 2004 – 2008: съветник-посланик в Посолството на Украйна в Обединеното кралство
- март 2008 – април 2010: директор на дирекция „Европейски съюз“ в МВнР
- април 2010 – 29 април 2011: заместник-министър на външните работи на Украйна
- 29 април 2011 – 22 юни 2012: заместник-министър на външните работи на Украйна и ръководител на апарата
- 22 юни 2012 – 19 юни 2014: извънреден и пълномощен посланик на Украйна в Германия
- 19 юни 2014[1] – 29 август 2019: министър на външните работи на Украйна